# Quo vadis
Quo vadis (což latinsky znamená Kam kráčíš) je román polského spisovatele Henryka Sienkiewicze z roku 1895. Děj se odehrává v římském impériu za vlády císaře Nerona. Na pozadí milostného příběhu římského patricije Vinicia a křesťanky Lygie popisuje počátky křesťanství, krutosti ze strany Říma, Neronovu znuděnou zvrhlost, požár Říma atd. Významnou roli hraje také Petronius, Viniciův strýc a Neronův arbiter elegantiarum neboli soudce ve věcech vkusu.

## Název románu
Název tohoto díla vychází ze staré křesťanské legendy, která je vylíčena v závěru románu. Svatý Petr je v době Neronova pronásledování křesťanů přesvědčen svými stoupenci, aby odešel z Říma do bezpečí. Cestou potkává Ježíše Krista, který kráčí do města, a Petr se ho překvapeně ptá: „Quo vadis, Domine?“ (Kam kráčíš, Pane?). Ježíš mu odpovídá: „Když ty opouštíš můj lid, jdu do Říma, aby mě ukřižovali podruhé.“ Poté se Petr obrací nazpět a později umírá na kříži stejně jako jeho Pán. Z pokory však, aby Ježíše nenapodoboval, si Petr vyprosí, aby jej ukřižovali jinak – hlavou dolů.

## Obsah
Vinicius se zamiloval do Lygie, dcery krále Lygů, která je už od mala jako rukojmí v domě vznešené římské rodiny Aulů. Zvyklý, že vše, co chce, dostane, nese velmi těžko Lygiinu nedostupnost. Když o všem poví svému strýci Petroniovi, oblíbenci císaře, dostanou s jeho pomocí Lygii z domu tak, že Petronius přemluví císaře Nerona, aby nechal dívku převézt do svého paláce. Tam se jí má Vinicius dvořit. Na večeři v paláci však opilý Vinicius Lygii prozradí, že zítra si pro ni přijedou jeho otroci, aby Lygii odvezli k němu domů. Ona ale nechce dělat milenku Viniciovi, i když ho miluje. Když Viniciovi sloužící vedou Lygií do jeho domu, přepadnou je neznámí ozbrojenci a Lygii unesou. Jsou to křesťané, u nichž se pak dívka - rovněž křesťanka - skrývá. V té době ještě bylo křesťanství římskými úřady pronásledováno a jeho vyznavači se museli ukrývat v katakombách. Petronius chce Viniciovi pomoct a najme Chilóna, člověka z ulice, aby našel Lygii. Když Chilón Lygii najde, chce ji Vinicius s pomocí jednoho gladiátora unést, ale Lygii přijde na pomoc její osobní sluha, silný barbar Ursus, který gladiátora zabije a Vinicia zraní. Vinicius zjistí, že Lygie je křesťanka a když se mu znovu ztratí, chce se dozvědět o křesťanství. Zprvu si myslí, že ho Lygie nemiluje, protože je zaslíbená Ježíši Kristu, ale postupně se začne o křesťanské učení zajímat a dokáže Lygii chápat.
Jednoho dne nechá znuděný císař Nero zapálit Řím, aby dostal inspiraci pro dokonalou báseň, v níž chce opěvovat hořící Tróju. Když se to dozví Vinicius, spěchá do Říma, kde hledá Lygii. Ta je v bezpečí a Vinicius se nechá pokřtít. Nero se zalekne nespokojenosti lidu a hledá, na koho by svedl vinu za požár. Petroniův úhlavní nepřítel Tigellinus vnukne císaři nápad, že to byli křesťané. Petronius se svou obratnou řečí pokusí císaře přesvědčit, aby to nedělal, ale prohraje a pochopí, že musí zemřít. Začíná zatýkání křesťanů, které prozrazuje udavač Chilón. Lygie je také zatčena, protože ji nesnáší Neronova žárlivá manželka Poppaea.
Křesťané včetně dětí jsou za žhářství odsouzeni k různým formám trýznivé smrti (v cirku i jinde) k pobavení davu. Při jedné z "podivaných" - upálení křesťanů na kříži - se Chilón při pohledu na hořící oběti obrátí ke křesťanství, urazí císaře Nerona a prozradí, že město nechal zapálit sám Nero. Někteří křesťané včetně Ursa a Lygie mají být popraveni v aréně. Ursus přitom vysvobodí Lygii uvázanou na rohy pratura, když zvíře holýma rukama zabije. Stane se miláčkem davu a císař je donucen dát jim milost. Lygie a Vinicius odjíždějí do vyhnanství na venkov. Petronius je donucen k odchodu do svého venkovského sídla, kde má počkat na další rozkazy zatímco Nero se vrací do Říma. Petronius pochopí, že se jedná o rozsudek smrti, uspořádá hostinu, na které se nepokrytě všichni baví, přečte jim dopis, který poslal Neronovi, a ve kterém píše pravdu, a to, co si všichni o Neronovi myslí. Pak se svou milenkou Euniké spáchá sebevraždu. Nakonec v Římě proběhne povstání spojené se státním převratem, Nero je sesazen z trůnu, senátem prohlášen za nepřítele lidu a odsouzen k potupné smrti. Na útěku před povstalci raději sám spáchá sebevraždu.

## Filmové adaptace
Román byl několikrát zfilmován:
- Quo Vadis, 1912, Itálie, režie Enrico Guazzoni, němý film
- Quo Vadis, 1925, Itálie, režie Gabriellino D'Annunzio a Georg Jacoby, němý film
- Quo Vadis, 1951, USA, režie Mervyn LeRoy a Anthony Mann
- Quo Vadis, 1985, Itálie, režie Franco Rossi
- Quo Vadis, 2001, Polsko, režie Jerzy Kawalerowicz

## Audioknihy
- Quo vadis, vydala Audiotéka, 2017 v edici Mistři slova, čte Jaromír Meduna